# Suezmax

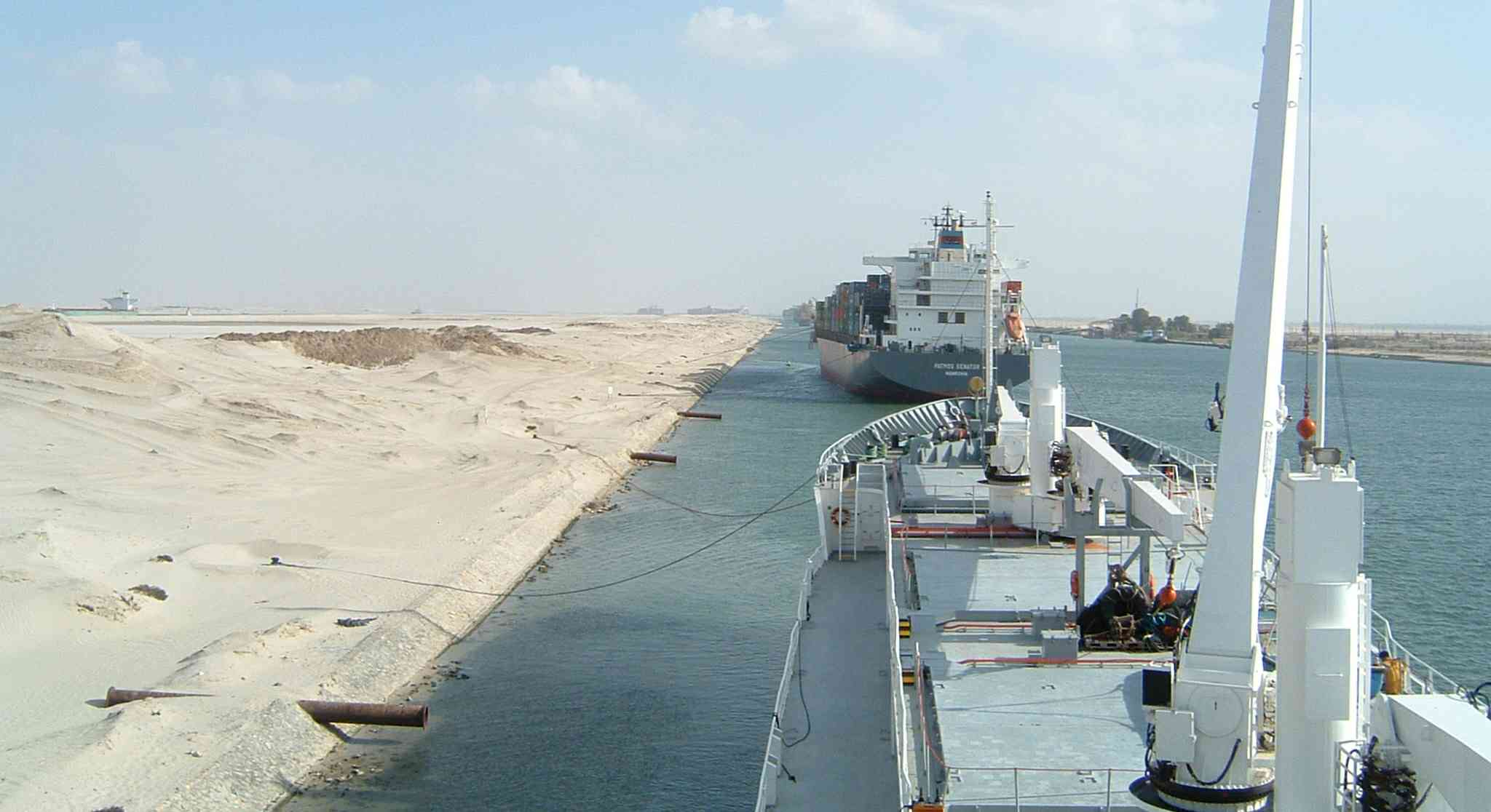
Navi nel Canale di Suez

Con il termine Suezmax si intendono quelle navi le cui dimensioni permettono il loro passaggio nel canale di Suez. 
Il canale, che nel 2019 ha festeggiato 150 anni di vita, è stato oggetto di diverse fasi di ampliamento. 
Ad oggi, mentre non vi sono limitazioni di lunghezza in quanto il canale non ha chiuse, vi sono limiti di pescaggio, 20,1 metri, di larghezza, 77,5 metri e di altezza massima, 68 metri, in modo da rendere agevole il passaggio al di sotto del ponte sul Canale di Suez.